# Мюллер, Карл (естествоиспытатель)
Карл Мюллер (нем. Karl Müller или нем. Müller von Halle, 1818—1899) — немецкий естествоиспытатель.
Мюллер получил образование фармацевта, в 1842 году работал в аптеке Эрнста Хампе (нем. Ernst Hampe, 1795—1880), где увлёкся изучением биологии. В 1843 году он переехал в Галле, где у Дидериха Шлехтендаля изучал ботанику.
В 1847 году он начал публиковать работу «Synopsis muscorum frondosorum» (2 т., Берлин, 1849—1851), которая принесла ему известность.
Известно, что Мюллер не разделял идеи Чарльза Дарвина. В 1852 году им было основано естественно-историческое издание «Die Natur».
Некоторые его труды:
- Deutschlands Moose (Галле, 1853),
- Das Buch der Pflanzenwelt. Versuch einer kosmischen Botanik (2 т., Лейпциг, 1857; 2 изд., 1869),
- Der Pflanzenstaat, Entwurf einer Entwickelungsgeschichte des Pflanzenreichs (Лейпциг, 1860),
- Wanderungen durch die grune Natur (Берлин, 1850;
  - второе издание под названием Das Kleid der Erde, Лейпциг, 1873),
- Ansichten aus den deutschen Alpen (Галле, 1858).